# Вонг, Виктор
Виктор Вонг (англ. Victor Wong; кит. упр. 黃自強, палл. Хуан Цзыцян, 30 июля 1927 — 12 сентября 2001) — американский актёр китайского происхождения.

## Биография
Виктор Вонг родился в Сан-Франциско 30 июля 1927 года. Он изучал политологию и журналистику в Калифорнийском университете в Беркли, а также теологию в Чикагском университете. После возвращения в Сан-Франциско он продолжил обучение в Институте искусств.
В 1950-х годах, изучая искусство под руководством Марка Ротко, Виктор Вонг провёл свою первую художественную выставку в книжном магазине City Lights. За это время Вонг подружился с Лоуренсом Ферлингетти.
После завершения обучения он многие годы работал журналистом, а затем стал актёром в местном Американо-азиатском театре. Его дебют состоялся в 1980 году в постановке «Бумажные ангелы». Его театральная карьера продолжилась в Нью-Йорке, где он добился первого успеха. Его работа в театре способствовала его появлению на телевидении, а затем и в кино.
На большом экране он появлялся в основном во второстепенных ролях. Среди фильмов с его участием, такие картины, как «Год дракона» (1985), «Большой переполох в маленьком Китае» (1986), «Шанхайский сюрприз» (1986), «Золотой ребёнок», (1986), «Последний император» (1987), «Князь тьмы» (1987), «Кровавый спорт» (1988), «Дрожь земли» (1989), «Три ниндзя» (1992), «Бегущий по льду» (1992), «Три ниндзя: Ответный удар» (1994), «Три ниндзя: Костяшками вверх» (1995), «Шлюха» (1995), «Семь лет в Тибете» (1997) и «Три ниндзя: Жаркий полдень на горе Мега» (1998).
В 1998 году, после двух перенесённых инсультов, Виктор Вонг завершил свою актёрскую карьеру. Он умер 12 сентября 2001 года от паралича сердца в небольшом китайском поселении Лок в Калифорнии.